# Trigone vésical
Le trigone vésical ou triangle de Lieutaud est une zone de la paroi interne de la vessie de forme triangulaire délimitée en haut par les deux orifices urétéraux qui se réunissent par le bourrelet inter-urétérique et en bas par le col vésical.
Cette zone est histologiquement et embryologiquement distincte du reste de la vessie, ses capacités de dilatations sont moindres. En effet, il s'agit d'un tissu d'origine wolffienne donc du mésoderme intermédiaire contrairement à la vessie qui dérive de l'endoderme, et plus particulièrement de l'allantoïde.
L'on considère donc classiquement que le trigone tire son origine du canal de Wolff, mais des auteurs ont démontré que ce trigone se fait envahir assez précocement par des cellules issues de l’endoderme du sinus uro-génital et que les cellules originaires du canal de Wolff finissent par disparaitre finalement.